# Upsilon Orionis
Upsilon Orionis (υ Ori / υ Orionis) es una estrella en la constelación  de Orion . Tiene el nombre tradicional Thabit (significado en árabe para "la imperturbable").
Thabit pertenece a la clase espectral B0V y tiene una magnitud aparente de 4,62. Thabit está aproximadamente a 1545 años luz de la Tierra.
- Coordenadas (equinoccio de 2000)
- Ascensión Recta: 5h31m55.80s
- Declinación: -07 ° 18'05 .0 "